# Nemesio Trejo
Nemesio Trejo (San Martín, Buenos Aires, Argentina; 20 de febrero de 1862 - Ibídem; 10 de noviembre de 1916) fue un pionero payador, periodista, sainetero y dramaturgo argentino de larga trayectoria. 

## Carrera
Huérfano de padre a los 11 años, Nemesio Trejo, contribuyó al sostén familiar trabajando en una imprenta donde aprendió el oficio de tipógrafo. Fue un  "bohemio lírico" de innumerable trayectoria. Aunque se había recibido de escribano público en 1889, trajinaba desde muy joven la noche porteña, con su guitarra a cuestas, por los boliches de Buenos Aires y sus alrededores. Llegó a competir con Gabino Ezeiza, venciéndolo. Tenía pasión por el circo, y de vez en cuando hasta actuaba en la pista.  Su modelo fue el "género chico" español; de ahí su vinculación con Rogelio Juárez, quien se había acriollado hasta el punto de interpretar a la perfección los tipos porteños.
Ingresó a trabajar a tribunales a los 18 hasta los 27 años. Su interés por su profesión se despertó al asistir a la interpretación de la pieza de Miguel Ocampo, De paso por Buenos Aires -recreación “a lo porteño” de “La Gran Vía” de Chueca y Valverde. 
Trejo escribió más de cincuenta piezas, muchas de las cuales superaron las cien representaciones: la más exitosa fue Los políticos, de 1897. Otra, Los inquilinos, fue puesta en escena el 21 de octubre de 1907 por la compañía del español Rogelio Juárez. Se trató de un "sainete cómico-lírico" que había ganado el concurso organizado por el diario La Razón para obras sobre el tema histórico del momento.
Las letras nacionales también recibieron su aporte a través de innumerables diálogos costumbristas publicados en Caras y Caretas, Jettatore, PBT y otras revistas y diarios de la época. También se desempeñó como cronista policial en el Diario La Razón y militó en las primeras luchas gremiales por el derecho de autor.
Gran radical, abordó el periodismo, desde el cual apoyó incondicionalmente al presidente de la nación don Hipólito Yrigoyen.
Ángel Villoldo, uno de sus admiradores le dedicó el tango El Pechador. Tuvo un hijo baterista, Nemesio Trejo Jr., que el gran publicista catalán Hermenegildo Colom incorporó a su padrón en 1928.
También compuso los tangos El pampeano, Tango y el vals Te amo (¡¡Je t’aime!!), esta última con puesta musical de Ramón Coll y dedica a su amigo Alberto Sixto Poggi.

## Piezas
- La fiesta de don Marcos, ensayo cómico lírico local que se estrenó en el teatro Pasatiempo. Una obra satírica festiva del gobierno de Juárez Celman. Es considerado como el primer sainete criollo.
- Los oleos del chico (1892), presentada por la compañía Podestá- Scotti.
- Testamento ológrafo (1895), con música de Pérez Camino.[5]
- Los dos misioneros (1895)
- El registro civil (1895)
- Los políticos (1897), una de sus obras más exitosas, con 600 representaciones
- La esquila (1899)
- Los devotos (1900), sainete cómico-lírico en 1 acto y 5 cuadros, dedicado al actor Emilio Orejón.[6]
- La trilla (1901)
- Las empanadas
- Los vividores (1902)
- Los inquilinos (1907)
- Casos y cosas
- Las mujeres lindas (1916)
- Dramas de familia (1918) , póstuma.[7]